# Sintesi one-pot
In chimica la sintesi one-pot è una strategia di sintesi utilizzata per migliorare l'efficienza di una reazione chimica sottoponendo il reagente a una serie di reazioni successive condotte all'interno di un unico contenitore o reattore. In questo modo si rende possibile evitare di ricorrere a lunghi processi di separazione e purificazione dei prodotti intermedi ottenuti, risparmiando così non solo del tempo ma anche risorse (apparecchiature, composti chimici, solventi, etc.). Inoltre, conseguentemente, è possibile aumentare la resa chimica avendo ridotto le perdite intermedie di sostanza.
Facendo reagire interamente la materia prima con un opportuno reagente si ottiene un nuovo prodotto intermedio che a sua volta verrà fatto reagire con un altro diverso reagente sempre all'interno dello stesso unico contenitore e senza attuare processi di separazione e purificazione intermedi. Ripetendo questo schema di sintesi in successione, per il numero di volte necessarie a ottenere il prodotto finale desiderato, viene realizzata quella che viene definita sintesi telescopica. 

## Esempi
Esempi pratici di sintesi one-pot sono i seguenti:
- la sintesi totale del tropinone;
- la sintesi di Gassman dell'indolo;
- la sintesi del farmaco antivirale oseltamivir.

La sintesi one-pot dell'oseltamivir parte da una molecola relativamente semplice e porta alla formazione di una molecola più complessa che presenta più centri chirali. La riduzione del numero di operazioni intermedie richieste ha notevoli implicazioni commerciali.
In una sintesi one-pot il 3-N-tosilamminofenolo (I) viene fatto reagire con acroleina (II) producendo 7-idrossichinolina (III) attraverso quattro passaggi sequenziali senza ricorrere a separazione o purificazione dei prodotti intermedi.